# Theodor am Ende
Theodor Hermann Ewald am Ende (* 7. Oktober 1834 in Koblenz; † 28. Februar 1899 in Fahr (Neuwied)) war ein preußischer Generalleutnant.

## Leben

### Herkunft
Theodor war ein Sohn des preußischen Hauptmanns Friedrich Vollrath am Ende (1799–1850) und dessen erster Ehefrau Veronika, geborene Heimbach (1812–1841). Sein jüngerer Bruder war der preußische Generalmajor Ludwig am Ende (1833–1911).

### Militärkarriere
Nach dem Besuch des Kadettenkorps wurde Ende am 27. April 1852 als Sekondeleutnant dem 30. Infanterie-Regiment der Preußischen Armee überweisen. Zur weiteren Ausbildung absolvierte er ab Oktober 1855 für drei Jahre die Kriegsakademie in Berlin. Anschließend diente er als untersuchungsführender Offizier im Regiment und avancierte Mitte Juli 1859 zum Premierleutnant. Nach einem sechsmonatigen Kommando zur Militär-Turnanstalt wurde er Ende Februar 1861 in das 8. Rheinische Infanterie-Regiment Nr. 70 versetzt und ab September 1861 zunächst als Erzieher, dann als Assistent zum Kadettenhaus Potsdam kommandiert. Unter Stellung à la suite stieg Ende am 2. April 1864 zum Hauptmann und Kompaniechef auf. Als solcher war er bis zum 31. Mai 1866 zum Kadettenhaus Kulm kommandiert. Am 2. Juni 1866 wurde er seinem Regiment aggregiert und nahm als Chef der 2. Kompanie während des folgenden Krieges gegen Österreich an der Schlacht bei Königgrätz teil. Dafür erhielt Ende den Roten Adlerorden IV. Klasse mit Schwertern.
Nach dem Friedensschluss wurde Ende am 30. Oktober 1866 als Kompaniechef in das Infanterie-Regiment Nr. 76 versetzt und war zu Beginn Krieges gegen Frankreich zunächst Adjutant beim Generalkommando der mobilen Truppen im Bereich des I., II., IX. und X. Armee-Korps. Im weiteren Kriegsverlauf war er vom 21. August 1870 bis zum 2. Januar 1871 Adjutant bei der Armeeabteilung des Großherzogs Friedrich Franz von Mecklenburg-Schwerin. In dieser Eigenschaft nahm Ende an den Belagerungen von Metz, Toul, Soissons und Paris sowie an den Schlachten bei Loigny und Poupry, Orléans, Beaugency und Le Mans teil. Für sein Wirken wurde ihm das Eiserne Kreuz und das Mecklenburgische Militärverdienstkreuz II. Klasse sowie das Ritterkreuz II. Klasse des Bayerischen Militärverdienstordens verliehen.
Seit dem 9. Februar 1871 befand Ende sich als Adjutant beim Oberkommando der 1. Armee und wurde nach dem Frieden von Frankfurt unter Verleihung des Charakters als Major am 27. Mai 1871 dem 1. Hannoverschen Infanterie-Regiment Nr. 74 aggregiert. Einen Monat später erhielt er das Patent zu seinem Dienstgrad und war vom 30. September 1871 bis zum 26. Dezember 1873 Kommandeur des II. und anschließend des Füsilier-Bataillons. In dieser Eigenschaft stieg er am 22. März 1877 zum Oberstleutnant auf und schied am 5. April 1877 aus der Armee aus, um als Kommandeur des I. Seebataillons zur Kaiserlichen Marine überzutreten.
Während seiner Dienstzeit hatte das Bataillon einen Verlust von 59 Angehörigen zu verzeichnen, die am 31. Mai 1878 beim Untergang des Panzerschiffes Großer Kurfürst den Tod fanden.
Am 22. März 1881 wurde Ende wieder in der Preußischen Armee angestellt, zunächst mit der Führung des Infanterie-Regiments Nr. 132 beauftragt und am 2. Juni 1881 zum Kommandeur dieses Verbandes ernannt. Mitte September 1881 folgte seine Beförderung zum Oberst und als Generalmajor war er ab dem 15. Januar 1887 Kommandeur der 2. Infanterie-Brigade in Königsberg. 
Am 14. November 1888 wurde er in den erblichen preußischen Adelsstand erhoben und dieser mit Diplom zu Berlin vom 5. Februar 1889 bestätigt. Das Wappen zeigt in Gold zwei gestürzte abgewendete schwarze Adlerständer. Auf dem Helm mit schwarz-goldenen Decken drei gold-schwarz-goldene Straußenfedern zwischen den zwei Adlerständern. In den neuen Wappenbüchern von Siebmacher sind die Adlerständer nur auf dem Helm gestürzt dargestellt. 
Mit der Beförderung zum Generalleutnant wurde Ende am 27. Januar 1890 als Kommandeur der 10. Division nach Posen versetzt und mit dem Stern zum Roten Adlerorden II. Klasse mit Schwertern am Ringe ausgezeichnet. Unter Anweisung seines Wohnsitzes in Wiesbaden wurde Ende am 8. Oktober 1891 zu den Offizieren von der Armee versetzt und am 24. Oktober 1891 in Genehmigung seines Abschiedsgesuches mit Pension zur Disposition gestellt. Nach seiner Verabschiedung erhielt er Mitte November 1891 den Kronen-Orden I. Klasse.

### Familie
Aus seiner am 3. Juli 1864 in Berlin geschlossenen Ehe mit Aurelia von Glasenapp (1838–1890) gingen die Söhne Vollrad (1865–1866), Joachim (* 1867) und Kurt (1869–1915) hervor. Nach dem Tod seiner ersten Frau heiratete Ende am 31. März 1891 in Bonn Maria von Schoeler (1860–1899), mit der er einen Sohn und eine Tochter hatte, die früh verstarben.